# Гарфилд, Юджин
Юджин Гарфилд (первоначальная фамилия Гарфинкель; 16 сентября 1925, Нью-Йорк, США — 26 февраля 2017, Филадельфия, Пенсильвания, США) — американский учёный-лингвист, основатель Института научной информации. Один из основателей библиометрии и наукометрии.

## Биография
Родился в еврейской семье. Степень бакалавра по химии получил в 1948 году в Колумбийском университете, там же в 1953 году получил  степень магистра по библиографии, а докторскую степень — в 1961 году в Университете Пенсильвании (диссертация была посвящена разработке алгоритма перевода химической номенклатуры в химические формулы). 
В 1960 году основал Институт научной информации (ISI) в Филадельфии, Пенсильвания (в настоящее время ISI является базовым научным учреждением компании Thomson Reuters), над созданием которого работал с 1955 года. Является автором многих инноваций в области библиографии, включая Индекс цитирования научных статей и других библиографических баз данных научных публикаций. Индекс цитирования позволил высчитать Импакт-фактор, который, в свою очередь, подтвердил, что лидерами публикаций в сфере естественных наук являются такие авторитетные издания, как журналы «Science» и «Nature». 
Наукометрические идеи появились у него под влиянием статьи «Как мы можем мыслить» Вэнивара Буша (1945).  Работы Гарфилда привели к развитию нескольких алгоритмов информационного поиска, в частности, HITS и Pagerank (используется поисковой системой Гугл), с помощью которых информацией между веб-сайтами (в виде структурированных цитат) обмениваются через гиперссылки.
Также являлся основателем и редактором журнала The Scientist (1986), освещающего в основном вопросы биологии.